# Fenny Heemskerk
Fenny Heemskerk (Amsterdam, 3 de desembre de 1919, – Amersfoort, 8 de juny de 2007) fou una jugadora d'escacs neerlandesa, que obtingué el títol de Mestre Internacional Femení (WIM) el 1950, i el de Gran Mestre Femení el 1977. Fou també cavallera de l'Orde d'Orange-Nassau.
El gener de 1940 Heemskerk es va casar amb el Mestre de la FIDE Willem Koomen tot i que el matrimoni es va trencar el 1944.

## Resultats destacats en competició
Va guanyar el Campionat femení dels Països Baixos deu cops (1937, 1939, 1946, 1948, 1950, 1952, 1954, 1956, 1958 i 1961). El 1937, va guanyar un matx contra Catharina Roodzant (4½-½) el 1937, i el 1939 a Amsterdam en va perdre un altre contra Sonja Graf (0-4).
Durant la dècada dels 1950 estigué entre les millors jugadores del món, i participà en diversos cicles pel Campionat del món: fou vuitena al Campionat del món de 1949-50 a Moscou (la guanyadora fou Liudmila Rudenko), empatà als llocs segon/tercer al Torneig de Candidates de Moscou 1952 (la guanyadora fou Ielizaveta Bíkova), fou novena al Torneig de Candidates de 1955 a Moscou (la guanyadora fou Olga Rubtsova), i empatà als llocs 15è–16è al Torneig de Candidates de Vrnjacka Banja de 1961 (la guanyadora fou Nona Gaprindaixvili).
Va participar en les primeres Olimpíades d'escacs femenines a Emmen 1957 – però va haver d'abandonar la competició només dos dies després de començada, a causa de la mort del seu pare.